# Парк-Кум

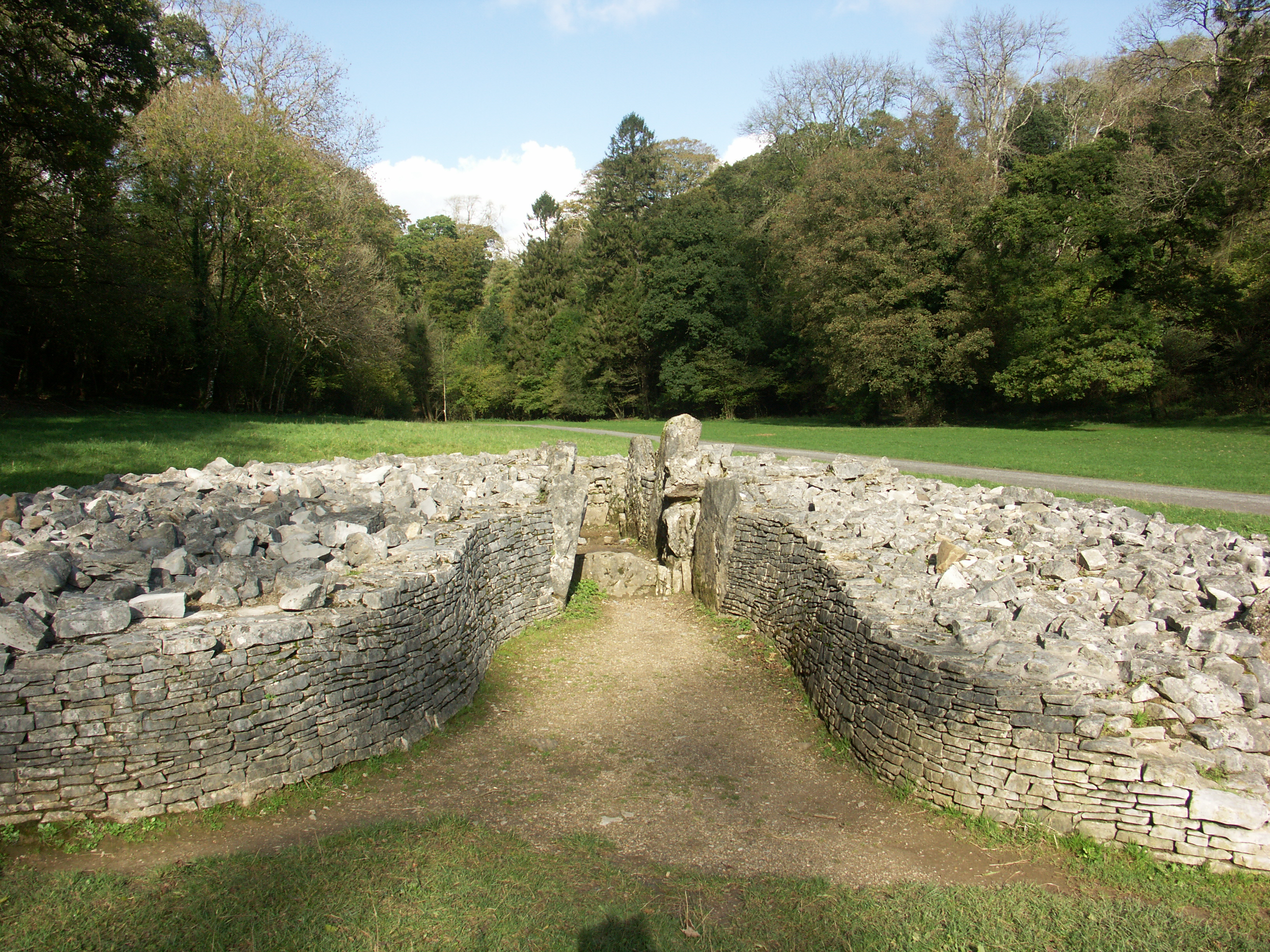
Парк-Кумская гробница

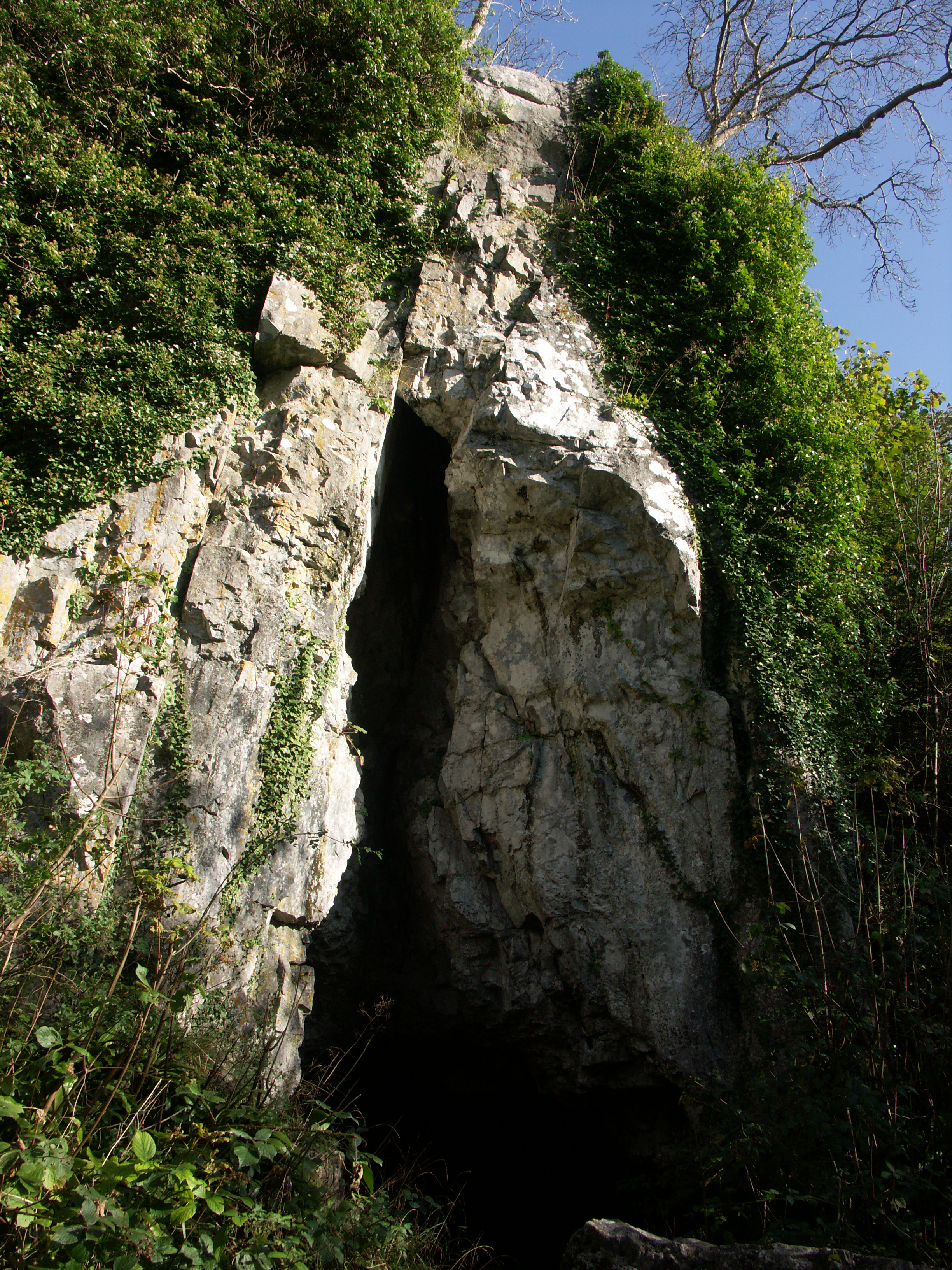
Пещера Кэтхоул

Длинный курган Парк-Кум, валл. carn hir Parc Cwm — частично восстановленный доисторический камерный длинный курган, сооружённый около 4000—3800 гг. до н. э. в эпоху раннего неолита на полуострове Гауэр примерно в 13 км к западу от Суонси в Уэльсе.
Данный длинный курган по своей форме относится к гробницам Северн-Котсуолдского типа мегалитических камерных гробниц. Трапециевидный кромлех включает в себя каирн, окружённый валом, сложенным методом сухой кладки. Колоколовидный вестибюль, обращённый на юг, ведёт в центральный коридор, сложенный из известняковых плит, откуда далее идут две пары каменных камер, ещё не расчищенные археологами до конца, в которых помещались человеческие останки. Некоторые тела, возможно, первоначально хоронили в близлежащих пещерах, а после того, как они разлагались, костные останки переносили в каирн.
Близ кургана в 1869 году обнаружен кромлех. Кроме того, в кургане, у кромлеха и в близлежащих пещерах обнаружены многочисленные человеческие останки и фрагменты неолитической керамики.